# Kern-County-Erdbeben
Das Kern-County-Erdbeben ereignete sich am 21. Juli 1952 im Kern County, im Süden Kaliforniens. 
Das Beben erfolgte an der Verwerfung White Wolf Fault. 
Mit einer Magnitude von 7,5 auf der Momenten-Magnituden-Skala war es das stärkste seit dem Fort-Tejon-Erdbeben 1857 und Lone-Pine-Erdbeben 1872. Beim Hauptbeben wurden zwölf Menschen getötet, 18 verletzt und Schäden von 50 Mio. $ verursacht. Auch in Los Angeles starben sechs Menschen.